# Њавка тундра
Њавка тундра (рус. Нявка Тундра) планина је у централном делу Мурманске области, на крајњем северозападу Русије. Налази се западно од града Мончегорска, односно западно од језера Имандра. Највиша тачка је врх Крепса који лежи на надморској висини од око 700 метара. Планина се налази на територији Лапландског резервата биосфере, а административно припада Мончегорском округу.
Чунатундра је у својој основи изграђена од интрузивних магматских стена. Подручје је доста каменито, посебно на планинским врховима који су доста заравњени услед дејства ледничке ерозије. Доњи делови планинских страна прекривени су високопланинском тундром. На истоку се наставља на планинско подручје Чунатундре од ког је одвојено дубоком долином реке Чуне, док је долином реке Њавке на западу одвојена од нешто ниже Зајачја тундре.